# International Journal of Numerical Analysis and Modeling
International Journal of Numerical Analysis and Modeling is een internationaal, aan collegiale toetsing onderworpen wetenschappelijk tijdschrift op het gebied van de wiskunde. De naam wordt in literatuurverwijzingen meestal afgekort tot Int. J. Numer. Anal. Model. Het wordt uitgegeven door het Institute for Scientific Computing and Information, namens de University of Science and Technology Liaoning en de Universiteit van Alberta. Het tijdschrift verschijnt 4 keer per jaar. Het eerste nummer verscheen in 2004.